# Халаджи, Дмитрий Васильевич
Дмитрий Васильевич Халаджи (укр. Дмитро Васильович Халаджі; род. 19 апреля 1979, Комсомольское, Донецкая область) — украинский спортсмен, чемпион 1-го чемпионата Украинской бездопинговой федерации пауэрлифтинга в отдельных упражнениях (жим лёжа) 2009 г.

## Биография
В возрасте четырёх лет Дмитрий обжёгся кипятком, было повреждено 37 % кожи, выполнено 7 операций и 12 переливаний крови. После болезни мышцы атрофировались и в возрасте шести лет Дмитрий учился заново ходить.В возрасте 8 лет попал на выступление богатыря Юрия Артемова, который стал учителем Дмитрия. Параллельно Дмитрий стал посещать секции дзюдо и самбо. Становился призёром и чемпионом Донецкой области. Позже Дмитрий занялся рукопашным боем и каратэ. Становился призёром и чемпионом Украины(1994-1995 год) . 
В 1997-1999 году трижды выигрывал сельские игры по народной борьбе корэш, село Раздольное, село Стыла, село Петровское.  
Учился в ПТУ-68 на автослесаря. Выступал в донецком цирке "Космос" с номерами «Геракл и нимфы», «Геракл и медведи».
В 2001 году стал чемпионом Украины по гиревому спорту среди работников металлургических предприятий.
В 2003 и в 2006 году стал победителем на соревнованиях по силовому экстриму. Турнир "Самый сильный в Донбассе".
В 2004 году во время проведения Олимпийских игр в Афинах в числе лучших спортсменов Украины был выбран для участия в эстафете Олимпийского огня Афины 2004 и получил почетное звание факелоносца Олимпийского огня.
В 2005 году стал рекордсменом всемирной книги рекорда гиннесса. 
В 2007 году был изображён на картине художника Александра Македонского, название картины "Нужен рекорд".
В 2020 году был изображён на картине художника Александра Рака, название картины "Богатырь".
Также был изображён на картине неизвестного художника, находящегося в заключении.
В 2009 году участвовал в шоу «У Украины есть талант», попал в финал и отказался от дальнейшего участия.
Написал несколько рассказов о знаменитых богатырях, за которые в 2010 году был награждён литературной премией «Золотое перо Руси». В 2020 году Дмитрий написал еще 3 повести о силачах "Не без Тесея", "Матрос Богатырь","Энциклопедия Былинных Богатырей ".
В 2013 году снялся в главной роли в фильме «Иван Сила» про украинского силача Ивана Фирцака, известного в 1930-е годы. Все трюки в фильме Дмитрий выполнил в живую, без монтажа.
В 2015 году снялся в главной роли в художественно-публицистическом фильме "Я ручаюсь за это".
В 2016 году снял видеоклипы "Славяне Сон" на музыку из оперы "Князь Игорь" по былинным мотивам , " К бате" на музыку и песню Николая Емелина,"Вера древняя".
В 2016 году снял документальный фильм "Погост" о легендарном силаче Иване Поддубном. Выполнив в данном фильме коронные силовые номера Ивана Поддубного. За что был награжден золотой медалью первой степени Ивана Поддубного.
В 2018 году снимается у фотохудожницы и режиссёра Александры Благининой в роли богатыря Ильи Муромца.Фото
В 2018-2020 годах провел ряд схваток с племенными быками весом 600-700 кг, которых Дмитрий валил за рога на землю. Поединки проводил в честь седьмого подвига Геракла и в честь  древне-русского летописного богатыря Яна Усмаря, которые тоже сражались с быками.
1 сентября 2019 года в Иркутской области, в посёлке Качуг, у Дмитрия произошла схватка с медведем. В результате схватки Дмитрий получил множественные травмы, но все же сумел голыми руками победить медведя. После схватки Дмитрий был госпитализирован  в местную  больницу в отделение хирургии, где ему сделали операцию. В общей сложности Дмитрий провел в больнице полтора месяца, лечащим врачом у Дмитрия был хирург Тирских Павел Павлович.

## Рекорды
- Поднятие камня весом 152 кг одной рукой (побитие рекорда Бибона). Знаменитому древнегреческому атлету Бибону, жившему в VI веке до н. э., удавалось поднять одной рукой камень, вес которого составлял 143,5 кг. Этот своеобразный снаряд сохранился до наших дней — он покоится в музее города Олимпия. На камне имеется надпись на древнегреческом «Я, Бибон, сумел оторвать этот камень от земли и поднять его одной рукой над головой».
- Выкручивание двух гирь весом 50,5 и 40,5 кг в одной руке: правой рукой — 6 подъёмов за 46 с, левой рукой — 8 подъёмов за 49 с (Казань, 2010).[24]
- Крест с гирями 39,5 и 38,5 кг на мизинцах (Казань, 2010).[24]
- Завязывание шести двадцатисантиметровых гвоздей за полторы минуты.
- «Чёртова кузня» — Дмитрий был уложен на гвозди, сверху на нём три плиты общим весом 700 кг, которые разбивали кувалдами.
- Поднял конец трубы весом 1,022 т и продержал 12,5 с (Донецк).